# Pseudohygrohypnum eugyrium
Pseudohygrohypnum eugyrium là một loài Rêu trong họ Amblystegiaceae. Loài này được (Schimp.) Kanda miêu tả khoa học đầu tiên năm 1976.